# Insert (клавиша)

Расположение клавиши Insert

Insert, или Inst, — клавиша на клавиатуре IBM PC-совместимых компьютеров, предназначенная для переключения из режима «вставки» (в этом режиме текстовый редактор вводит текст, начиная с точки вставки, и помещает его правее по странице) в режим «замены» (в этом режиме текст, который вводится с клавиатуры, будет заменять собой уже напечатанный до того текст).
Сочетание клавиш Ctrl+Insert аналогично команде «копировать», ⇧ Shift+Insert аналогично команде «вставить». Эти сочетания работают даже там, где не действует Ctrl+C, например в Corel Draw. Изначально клавиша Ins была предназначена именно для этого.
В файловых менеджерах Total Commander и FAR Manager служит для выделения файла/папки.
В последнее время стала заметна тенденция исчезновения клавиши Insert с выносных клавиатур у ноутбуков и PC, с целью увеличения клавиши Delete.
На клавиатуре компьютеров Macintosh клавиша Insert отсутствует, на её месте находится клавиша Fn или Help.